# Список українських футбольних трансферів (літо 2010)
Українські трансфери у літнє трансферне вікно 2010 року. До списку додані усі футболісти, які прийшли, або покинули клуб Прем'єр-ліги, в тому числі на правах оренди.
Оскільки за регламентом гравці без клубу можуть долучатися до клубів у будь-який час, у тому числі і між трансферними вікнами, в список потрапили лише ті вільні агенти, які підписали контракт із клубом під час літнього трансферного вікна.
Час трансферного вікна на сезон 2010/2011 визначила Федерація футболу України, встановивши рамки з 11 червня по 31 серпня 2010 року.

## Прем'єр-Ліга

### Арсенал (Київ)
| №  | Поз. | Нац.     | Гравець                                          |
| -- | ---- | -------- | ------------------------------------------------ |
| 30 | ПЗ   | Хорватія | Младен Бартулович (Оренда з «Дніпра»)            |
| 20 | НП   | Росія    | Сергій Самодін (Оренда з «Дніпра»)               |
| 35 | ПЗ   | Україна  | Олександр Грицай (Вільний агент)                 |
| 14 | НП   | Україна  | Вадим Рибальченко (Повернення оренди з «Волині») |
| 88 | НП   | Литва    | Вітаутас Лукша (З «Іллічівця»)                   |
|    | ПЗ   | Україна  | Єгор Лугачов (Оренда зі «Спартака» М (Росія))    |

| №  | Поз. | Нац.     | Гравець                                          |
| -- | ---- | -------- | ------------------------------------------------ |
| 30 | ПЗ   | Хорватія | Младен Бартулович (Оренда з «Дніпра»)            |
| 20 | НП   | Росія    | Сергій Самодін (Оренда з «Дніпра»)               |
| 35 | ПЗ   | Україна  | Олександр Грицай (Вільний агент)                 |
| 14 | НП   | Україна  | Вадим Рибальченко (Повернення оренди з «Волині») |
| 88 | НП   | Литва    | Вітаутас Лукша (З «Іллічівця»)                   |
|    | ПЗ   | Україна  | Єгор Лугачов (Оренда зі «Спартака» М (Росія))    |

| №  | Поз. | Нац.                             | Гравець                                              |
| -- | ---- | -------------------------------- | ---------------------------------------------------- |
| 10 | НП   | Україна                          | Андрій Воробей (До «Металіста»)                      |
| 21 | ЗХ   | Україна                          | Олександр Романчук (Повернення оренди до «Динамо» К) |
| 88 | ПЗ   | Україна                          | Валерій Заваров (Вільний агент)                      |
| 20 | ПЗ   | Нідерландські Антильські острови | Сендлей Біто (Вільний агент)                         |
| 11 | ПЗ   | Бразилія                         | Жоземар (Вільний агент)                              |
| 24 | НП   | Камерун                          | Поль Ессола (Вільний агент)                          |

| №  | Поз. | Нац.                             | Гравець                                              |
| -- | ---- | -------------------------------- | ---------------------------------------------------- |
| 10 | НП   | Україна                          | Андрій Воробей (До «Металіста»)                      |
| 21 | ЗХ   | Україна                          | Олександр Романчук (Повернення оренди до «Динамо» К) |
| 88 | ПЗ   | Україна                          | Валерій Заваров (Вільний агент)                      |
| 20 | ПЗ   | Нідерландські Антильські острови | Сендлей Біто (Вільний агент)                         |
| 11 | ПЗ   | Бразилія                         | Жоземар (Вільний агент)                              |
| 24 | НП   | Камерун                          | Поль Ессола (Вільний агент)                          |

### Волинь (Луцьк)
| №  | Поз. | Нац.    | Гравець                                                       |
| -- | ---- | ------- | ------------------------------------------------------------- |
| 17 | ПЗ   | Україна | Сергій Подригуля (Повернення оренди з «Спартакуса» (Польща)») |
|    | НП   | Україна | Артур Гущин (Повернення оренди з «Спартакуса» (Польща))       |
| 11 | НП   | Сербія  | Стеван Рачич (Stevan Račić) (З «Явора» (Сербія))              |
| 8  | ПЗ   | Україна | Олег Женюх (Олег Женюх) (З «Карпат»)                          |
| 11 | ЗХ   | Сербія  | Саша Стевич (Saša Stević) (З «Чахлеула» (Румунія))            |
| 41 | НП   | Нігерія | Харрісон Омоко (Харрисон Омоко) (З «Зорі»)                    |
|    | ЗХ   | Україна | Олег Шандрук (З «Чорноморця»)                                 |
| 14 | ЗХ   | Україна | Владислав Ващук (З «Чорноморця»)                              |
| 24 | ПЗ   | Україна | Віктор Мельник (З «Чорноморця»)                               |
|    | ЗХ   | Україна | Юрій Дручик (Повернення оренди з «Білшини» (Білорусь)»)       |
| 15 | ПЗ   | Україна | Роман Максимюк (З «Чорноморця»)                               |
| 37 | ЗХ   | Україна | Богдан Бутко (Оренда з «Шахтаря»)                             |
| 6  | ЗХ   | Україна | Артем Бутенін (Оренда з «Динамо» К)                           |
| 77 | ЗХ   | Румунія | Корнел Бута (Корнел Бута) (З «Політехніки» (Румунія))         |
| 16 | ЗХ   | Росія   | Кирило Подпружніков (Kirill Podpruzhnikov) (З «Динамо» Брс)   |

| №  | Поз. | Нац.    | Гравець                                                       |
| -- | ---- | ------- | ------------------------------------------------------------- |
| 17 | ПЗ   | Україна | Сергій Подригуля (Повернення оренди з «Спартакуса» (Польща)») |
|    | НП   | Україна | Артур Гущин (Повернення оренди з «Спартакуса» (Польща))       |
| 11 | НП   | Сербія  | Стеван Рачич (Stevan Račić) (З «Явора» (Сербія))              |
| 8  | ПЗ   | Україна | Олег Женюх (Олег Женюх) (З «Карпат»)                          |
| 11 | ЗХ   | Сербія  | Саша Стевич (Saša Stević) (З «Чахлеула» (Румунія))            |
| 41 | НП   | Нігерія | Харрісон Омоко (Харрисон Омоко) (З «Зорі»)                    |
|    | ЗХ   | Україна | Олег Шандрук (З «Чорноморця»)                                 |
| 14 | ЗХ   | Україна | Владислав Ващук (З «Чорноморця»)                              |
| 24 | ПЗ   | Україна | Віктор Мельник (З «Чорноморця»)                               |
|    | ЗХ   | Україна | Юрій Дручик (Повернення оренди з «Білшини» (Білорусь)»)       |
| 15 | ПЗ   | Україна | Роман Максимюк (З «Чорноморця»)                               |
| 37 | ЗХ   | Україна | Богдан Бутко (Оренда з «Шахтаря»)                             |
| 6  | ЗХ   | Україна | Артем Бутенін (Оренда з «Динамо» К)                           |
| 77 | ЗХ   | Румунія | Корнел Бута (Корнел Бута) (З «Політехніки» (Румунія))         |
| 16 | ЗХ   | Росія   | Кирило Подпружніков (Kirill Podpruzhnikov) (З «Динамо» Брс)   |

| №  | Поз. | Нац.        | Гравець                                                   |
| -- | ---- | ----------- | --------------------------------------------------------- |
| 3  | ЗХ   | Україна     | Олег Шандрук (До ПФК «Севастополь»)                       |
| 38 | ЗХ   | Україна     | Олексій Курілов (Повернення оренди до «Металіста»)        |
|    | ЗХ   | Кот-д'Івуар | Бамба Ассуман Дрісса (Бамба Ассуман) (Вільний агент)      |
|    | ЗХ   | Україна     | Сергій Літовченко (Сергей Литовченко) (Вільний агент)     |
|    | ЗХ   | Україна     | Віталій Розгон (Вільний агент)                            |
| 14 | НП   | Україна     | Вадим Рибальченко (Повернення оренди до «Арсенала» К)     |
|    | ЗХ   | Україна     | Тарас Дурай (Тарас Дурай) (Повернення оренди до «Ниви» Т) |
|    | ЗХ   | Україна     | Олексій Довгий (До «Олександрії»)                         |
| 2  | ЗХ   | Україна     | Руслан Мостовий (До «Закарпаття»)                         |
|    | НП   | Бразилія    | Кану (Вільний агент)                                      |
|    | ЗХ   | Україна     | Володимир Ковалюк (Вільний агент)                         |
|    | ЗХ   | Україна     | Дмитро Семочко (Дмитрий Семочко) (Вільний агент)          |

| №  | Поз. | Нац.        | Гравець                                                   |
| -- | ---- | ----------- | --------------------------------------------------------- |
| 3  | ЗХ   | Україна     | Олег Шандрук (До ПФК «Севастополь»)                       |
| 38 | ЗХ   | Україна     | Олексій Курілов (Повернення оренди до «Металіста»)        |
|    | ЗХ   | Кот-д'Івуар | Бамба Ассуман Дрісса (Бамба Ассуман) (Вільний агент)      |
|    | ЗХ   | Україна     | Сергій Літовченко (Сергей Литовченко) (Вільний агент)     |
|    | ЗХ   | Україна     | Віталій Розгон (Вільний агент)                            |
| 14 | НП   | Україна     | Вадим Рибальченко (Повернення оренди до «Арсенала» К)     |
|    | ЗХ   | Україна     | Тарас Дурай (Тарас Дурай) (Повернення оренди до «Ниви» Т) |
|    | ЗХ   | Україна     | Олексій Довгий (До «Олександрії»)                         |
| 2  | ЗХ   | Україна     | Руслан Мостовий (До «Закарпаття»)                         |
|    | НП   | Бразилія    | Кану (Вільний агент)                                      |
|    | ЗХ   | Україна     | Володимир Ковалюк (Вільний агент)                         |
|    | ЗХ   | Україна     | Дмитро Семочко (Дмитрий Семочко) (Вільний агент)          |

### Ворскла (Полтава)
| №  | Поз. | Нац.    | Гравець                                             |
| -- | ---- | ------- | --------------------------------------------------- |
| 33 | ЗХ   | Україна | Євген Селін(Оренда з «Металіста»)                   |
|    | ЗХ   | Україна | Євген Пєсков (Евгений Песков) (З ПФК «Севастополь») |

| №  | Поз. | Нац.    | Гравець                                             |
| -- | ---- | ------- | --------------------------------------------------- |
| 33 | ЗХ   | Україна | Євген Селін(Оренда з «Металіста»)                   |
|    | ЗХ   | Україна | Євген Пєсков (Евгений Песков) (З ПФК «Севастополь») |

| №  | Поз. | Нац.               | Гравець                                              |
| -- | ---- | ------------------ | ---------------------------------------------------- |
| 11 | ПЗ   | Хорватія           | Денис Главіна (Денис Главина) (До «Арки» (Польща))   |
| 20 | ЗХ   | Албанія            | Дебатік Цуррі (До «Генчлербірлігі» (Туреччина))      |
|    | ПЗ   | Північна Македонія | Філіп Деспотовський (Вільний агент)                  |
|    | ЗХ   | Україна            | Євген Пєсков (Евгений Песков) (До ПФК «Севастополь») |

| №  | Поз. | Нац.               | Гравець                                              |
| -- | ---- | ------------------ | ---------------------------------------------------- |
| 11 | ПЗ   | Хорватія           | Денис Главіна (Денис Главина) (До «Арки» (Польща))   |
| 20 | ЗХ   | Албанія            | Дебатік Цуррі (До «Генчлербірлігі» (Туреччина))      |
|    | ПЗ   | Північна Македонія | Філіп Деспотовський (Вільний агент)                  |
|    | ЗХ   | Україна            | Євген Пєсков (Евгений Песков) (До ПФК «Севастополь») |

### Динамо (Київ)
| №  | Поз. | Нац.               | Гравець                                                    |
| -- | ---- | ------------------ | ---------------------------------------------------------- |
| 18 | ПЗ   | Аргентина          | Факундо Бертольйо (З «Колона» (Аргентина))                 |
| 14 | НП   | Нігерія            | Франк Теміле (З «Динамо-2»)                                |
|    | ПЗ   | Україна            | Сергій Рибалка (З «Динамо-2»)                              |
| 9  | ПЗ   | Україна            | Микола Морозюк (Повернення оренди з «Кривбасу»)            |
| 21 | ЗХ   | Україна            | Олександр Романчук (Повернення оренди з «Арсенала» К)      |
| 6  | ЗХ   | Північна Македонія | Горан Попов (З «Гееренвеена» (Нідерланди))                 |
| 16 | НП   | Бразилія           | Андре (З «Сантоса» (Бразилія))                             |
| 77 | НП   | Бразилія           | Гільєрмо (Повернення оренди з ЦСКА М (Росія)               |
| 15 | ЗХ   | Сенегал            | Пап Діакате (Повернення оренди з «Сент-Етьєнна» (Франція)) |
|    | ПЗ   | Франція            | Шахір Бельгазуані (Повернення оренди з «Тура» (Франція))   |
| 25 | ВР   | Україна            | Максим Коваль (З «Металурга» З)                            |

| №  | Поз. | Нац.               | Гравець                                                    |
| -- | ---- | ------------------ | ---------------------------------------------------------- |
| 18 | ПЗ   | Аргентина          | Факундо Бертольйо (З «Колона» (Аргентина))                 |
| 14 | НП   | Нігерія            | Франк Теміле (З «Динамо-2»)                                |
|    | ПЗ   | Україна            | Сергій Рибалка (З «Динамо-2»)                              |
| 9  | ПЗ   | Україна            | Микола Морозюк (Повернення оренди з «Кривбасу»)            |
| 21 | ЗХ   | Україна            | Олександр Романчук (Повернення оренди з «Арсенала» К)      |
| 6  | ЗХ   | Північна Македонія | Горан Попов (З «Гееренвеена» (Нідерланди))                 |
| 16 | НП   | Бразилія           | Андре (З «Сантоса» (Бразилія))                             |
| 77 | НП   | Бразилія           | Гільєрмо (Повернення оренди з ЦСКА М (Росія)               |
| 15 | ЗХ   | Сенегал            | Пап Діакате (Повернення оренди з «Сент-Етьєнна» (Франція)) |
|    | ПЗ   | Франція            | Шахір Бельгазуані (Повернення оренди з «Тура» (Франція))   |
| 25 | ВР   | Україна            | Максим Коваль (З «Металурга» З)                            |

| №  | Поз. | Нац.     | Гравець                                         |
| -- | ---- | -------- | ----------------------------------------------- |
| 77 | ПЗ   | Україна  | Микола Морозюк (До «Металурга» Д)               |
| 2  | ЗХ   | Україна  | Олександр Романчук (До «Металіста»)             |
| 5  | ЗХ   | Україна  | Кирило Петров (Оренда до «Кривбасу»)            |
| 4  | ЗХ   | Сенегал  | Пап Діакате (Оренда до «Олімпіка» Л (Франція)   |
| 8  | НП   | Білорусь | Андрій Воронков (Оренда до «Кривбасу»)          |
| 7  | ПЗ   | Бразилія | Карлос Корреа (Оренда до «Фламенго» (Бразилія)) |
|    | ЗХ   | Україна  | Артем Бутенін (Оренда до Волині»)               |
| 10 | ПЗ   | Угорщина | Балаж Фаркаш (До «Дебрецена» (Угорщина))        |
|    | ЗХ   | Україна  | Тарас Пінчук (Оренда до «Зірки»)                |
|    | ЗХ   | Україна  | Андрій Фартушняк (Оренда до ПФК «Севастополь»)  |
| 4  | ЗХ   | Сенегал  | Пап Діакате (Оренда до «Олімпіка» Л (Франція)   |

| №  | Поз. | Нац.     | Гравець                                         |
| -- | ---- | -------- | ----------------------------------------------- |
| 77 | ПЗ   | Україна  | Микола Морозюк (До «Металурга» Д)               |
| 2  | ЗХ   | Україна  | Олександр Романчук (До «Металіста»)             |
| 5  | ЗХ   | Україна  | Кирило Петров (Оренда до «Кривбасу»)            |
| 4  | ЗХ   | Сенегал  | Пап Діакате (Оренда до «Олімпіка» Л (Франція)   |
| 8  | НП   | Білорусь | Андрій Воронков (Оренда до «Кривбасу»)          |
| 7  | ПЗ   | Бразилія | Карлос Корреа (Оренда до «Фламенго» (Бразилія)) |
|    | ЗХ   | Україна  | Артем Бутенін (Оренда до Волині»)               |
| 10 | ПЗ   | Угорщина | Балаж Фаркаш (До «Дебрецена» (Угорщина))        |
|    | ЗХ   | Україна  | Тарас Пінчук (Оренда до «Зірки»)                |
|    | ЗХ   | Україна  | Андрій Фартушняк (Оренда до ПФК «Севастополь»)  |
| 4  | ЗХ   | Сенегал  | Пап Діакате (Оренда до «Олімпіка» Л (Франція)   |

### Дніпро (Дніпропетровськ)
| №  | Поз. | Нац.     | Гравець                                              |
| -- | ---- | -------- | ---------------------------------------------------- |
| 32 | ВР   | Україна  | Антон Каніболоцький (Повернення оренди з «Кривбасу») |
| 30 | ПЗ   | Україна  | Євген Шахов (Повернення оренди з «Арсеналу» К)       |
| 88 | ПЗ   | Україна  | Дмитро Льопа (Повернення оренди з «Кривбасу»)        |
| 23 | ПЗ   | Україна  | Валерій Федорчук (Повернення оренди з «Кривбасу»)    |
| 22 | НП   | Україна  | Олександр Гладкий (З «Шахтаря»)                      |
|    | ПЗ   | Хорватія | Младен Бартулович (Повернення оренди з «Кривбасу»)   |
| 15 | НП   | Латвія   | Артурс Карашаускас (Оренда з «Сконто» (Литва)        |

| №  | Поз. | Нац.     | Гравець                                              |
| -- | ---- | -------- | ---------------------------------------------------- |
| 32 | ВР   | Україна  | Антон Каніболоцький (Повернення оренди з «Кривбасу») |
| 30 | ПЗ   | Україна  | Євген Шахов (Повернення оренди з «Арсеналу» К)       |
| 88 | ПЗ   | Україна  | Дмитро Льопа (Повернення оренди з «Кривбасу»)        |
| 23 | ПЗ   | Україна  | Валерій Федорчук (Повернення оренди з «Кривбасу»)    |
| 22 | НП   | Україна  | Олександр Гладкий (З «Шахтаря»)                      |
|    | ПЗ   | Хорватія | Младен Бартулович (Повернення оренди з «Кривбасу»)   |
| 15 | НП   | Латвія   | Артурс Карашаускас (Оренда з «Сконто» (Литва)        |

| №  | Поз. | Нац.     | Гравець                                       |
| -- | ---- | -------- | --------------------------------------------- |
| 30 | ПЗ   | Хорватія | Младен Бартулович (Оренда в «Арсенал» К)      |
| 20 | НП   | Росія    | Сергій Самодін (Оренда в «Арсенал» К)         |
| 35 | ПЗ   | Україна  | Олександр Грицай (Вільний Агент)              |
| 32 | ВР   | Україна  | Євген Боровик (Оренда в «Кривбас»)            |
| 99 | НП   | Мексика  | Нері Кастільйо (Повернення оренди в «Шахтар») |
| 4  | ЗХ   | Литва    | Лінас Клімавічюс (Оренда в «Кривбас»)         |
| 17 | НП   | Грузія   | Бека Гоцирідзе (Оренда в «Кривбас»)           |
| 9  | НП   | Україна  | Віталій Каверін (Оренда в «Кривбас»)          |

| №  | Поз. | Нац.     | Гравець                                       |
| -- | ---- | -------- | --------------------------------------------- |
| 30 | ПЗ   | Хорватія | Младен Бартулович (Оренда в «Арсенал» К)      |
| 20 | НП   | Росія    | Сергій Самодін (Оренда в «Арсенал» К)         |
| 35 | ПЗ   | Україна  | Олександр Грицай (Вільний Агент)              |
| 32 | ВР   | Україна  | Євген Боровик (Оренда в «Кривбас»)            |
| 99 | НП   | Мексика  | Нері Кастільйо (Повернення оренди в «Шахтар») |
| 4  | ЗХ   | Литва    | Лінас Клімавічюс (Оренда в «Кривбас»)         |
| 17 | НП   | Грузія   | Бека Гоцирідзе (Оренда в «Кривбас»)           |
| 9  | НП   | Україна  | Віталій Каверін (Оренда в «Кривбас»)          |

### Зоря (Луганськ)
| №  | Поз. | Нац.       | Гравець                                                    |
| -- | ---- | ---------- | ---------------------------------------------------------- |
| 8  | ЗХ   | Україна    | Станіслав Микицей (Станислав Микицей) (Оренда з «Шахтаря») |
| 9  | НП   | Україна    | Олександр Кас'ян (Александр Касьян) (Оренда з «Шахтаря»)   |
| 1  | ВР   | Україна    | Юрій Мартищук (З «Карпат»)                                 |
| 15 | ПЗ   | Росія      | Роман Ємельянов (Оренда з «Шахтаря»)                       |
| 19 | НП   | Україна    | Руслан Фомін (Оренда з «Шахтаря»)                          |
| 3  | ЗХ   | Словаччина | Лукас Тесак (Lukáš Tešák) (З «Татрана» (Словаччина)        |

| №  | Поз. | Нац.       | Гравець                                                    |
| -- | ---- | ---------- | ---------------------------------------------------------- |
| 8  | ЗХ   | Україна    | Станіслав Микицей (Станислав Микицей) (Оренда з «Шахтаря») |
| 9  | НП   | Україна    | Олександр Кас'ян (Александр Касьян) (Оренда з «Шахтаря»)   |
| 1  | ВР   | Україна    | Юрій Мартищук (З «Карпат»)                                 |
| 15 | ПЗ   | Росія      | Роман Ємельянов (Оренда з «Шахтаря»)                       |
| 19 | НП   | Україна    | Руслан Фомін (Оренда з «Шахтаря»)                          |
| 3  | ЗХ   | Словаччина | Лукас Тесак (Lukáš Tešák) (З «Татрана» (Словаччина)        |

| №  | Поз. | Нац.    | Гравець                                                          |
| -- | ---- | ------- | ---------------------------------------------------------------- |
| 32 | ПЗ   | Україна | Сергій Рудика (Сергей Рудыка) (Повернення оренди в «Металург» З) |
|    | НП   | Україна | Ігор Скоба (Игорь Скоба) (Вільний агент)                         |
| 41 | НП   | Нігерія | Харрісон Омоко (Харрисон Омоко) (У «Волинь»)                     |
|    | ПЗ   | Україна | Сергій Колесниченко (Сергей Колесниченко) (В «Сталь» А)          |
|    | НП   | Україна | Ігор Сікорський (Игорь Сикорский) (В «Сталь» А)                  |
|    | ПЗ   | Україна | Віталій Віценець (В «Шахтар»)                                    |

| №  | Поз. | Нац.    | Гравець                                                          |
| -- | ---- | ------- | ---------------------------------------------------------------- |
| 32 | ПЗ   | Україна | Сергій Рудика (Сергей Рудыка) (Повернення оренди в «Металург» З) |
|    | НП   | Україна | Ігор Скоба (Игорь Скоба) (Вільний агент)                         |
| 41 | НП   | Нігерія | Харрісон Омоко (Харрисон Омоко) (У «Волинь»)                     |
|    | ПЗ   | Україна | Сергій Колесниченко (Сергей Колесниченко) (В «Сталь» А)          |
|    | НП   | Україна | Ігор Сікорський (Игорь Сикорский) (В «Сталь» А)                  |
|    | ПЗ   | Україна | Віталій Віценець (В «Шахтар»)                                    |

### Іллічівець (Маріуполь)
| №  | Поз. | Нац.    | Гравець                                                        |
| -- | ---- | ------- | -------------------------------------------------------------- |
| 21 | ЗХ   | Україна | Сергій Яворський (Сергей Яворский) (Оренда з «Шахтаря»)        |
| 25 | ПЗ   | Україна | Владислав Насібулін (Владислав Насибулин) (Оренда з «Шахтаря») |
| 7  | ПЗ   | Україна | Костянтин Кравченко (Оренда з «Шахтаря»)                       |
| 23 | ВР   | Україна | Ігор Бажан (З «Металіста»)                                     |
| 77 | ПЗ   | Україна | Артем Путівцев (Оренда з «Металіста»)                          |
| 69 | ПЗ   | Україна | Олексій Антонов (Оренда з «Металіста»)                         |

| №  | Поз. | Нац.    | Гравець                                                        |
| -- | ---- | ------- | -------------------------------------------------------------- |
| 21 | ЗХ   | Україна | Сергій Яворський (Сергей Яворский) (Оренда з «Шахтаря»)        |
| 25 | ПЗ   | Україна | Владислав Насібулін (Владислав Насибулин) (Оренда з «Шахтаря») |
| 7  | ПЗ   | Україна | Костянтин Кравченко (Оренда з «Шахтаря»)                       |
| 23 | ВР   | Україна | Ігор Бажан (З «Металіста»)                                     |
| 77 | ПЗ   | Україна | Артем Путівцев (Оренда з «Металіста»)                          |
| 69 | ПЗ   | Україна | Олексій Антонов (Оренда з «Металіста»)                         |

| №  | Поз. | Нац.     | Гравець                                                              |
| -- | ---- | -------- | -------------------------------------------------------------------- |
| 12 | ВР   | Україна  | Олег Остапенко (Олег Остапенко) (В «Оболонь»)                        |
|    | ЗХ   | Україна  | Станіслав Микицей (Станислав Микицей) (Повернення оренди в «Шахтар») |
|    | НП   | Україна  | Олександр Кас'ян (Александр Касьян) (Повернення оренди в «Шахтар»).  |
|    | ЗХ   | Україна  | Андрій Григорик (Андрей Григорик) (В «Гірник»)                       |
| 3  | ПЗ   | Білорусь | Микола Кашевський (В «Таврію»)                                       |
| 15 | ПЗ   | Білорусь | Павел Кірильчик (Павел Кирильчик) (В «Мінськ» (Білорусь))            |
| 88 | НП   | Литва    | Вітаутас Лукша (В «Арсенал» К)                                       |
|    | ПЗ   | Україна  | Станіслав Гудзікевич (Александр Касьян) (Вільний агент)              |

| №  | Поз. | Нац.     | Гравець                                                              |
| -- | ---- | -------- | -------------------------------------------------------------------- |
| 12 | ВР   | Україна  | Олег Остапенко (Олег Остапенко) (В «Оболонь»)                        |
|    | ЗХ   | Україна  | Станіслав Микицей (Станислав Микицей) (Повернення оренди в «Шахтар») |
|    | НП   | Україна  | Олександр Кас'ян (Александр Касьян) (Повернення оренди в «Шахтар»).  |
|    | ЗХ   | Україна  | Андрій Григорик (Андрей Григорик) (В «Гірник»)                       |
| 3  | ПЗ   | Білорусь | Микола Кашевський (В «Таврію»)                                       |
| 15 | ПЗ   | Білорусь | Павел Кірильчик (Павел Кирильчик) (В «Мінськ» (Білорусь))            |
| 88 | НП   | Литва    | Вітаутас Лукша (В «Арсенал» К)                                       |
|    | ПЗ   | Україна  | Станіслав Гудзікевич (Александр Касьян) (Вільний агент)              |

### Карпати (Львів)
| №  | Поз. | Нац.     | Гравець                                                |
| -- | ---- | -------- | ------------------------------------------------------ |
| 89 | ПЗ   | Бразилія | Даніло Авелар (Оренда з «Ріу-Клару» (Бразилія))        |
| 88 | ЗХ   | Бразилія | Нену (Оренда з «Ріу-Клару» (Бразилія))                 |
| 1  | ВР   | Україна  | Віталій Руденко (З «Чорноморця»)                       |
| 30 | ПЗ   | Україна  | Борис Баранець (З «ФК Львів»)                          |
| 28 | ПЗ   | Україна  | Григорій Баранець (З «ФК Львів»)                       |
| 70 | ЗХ   | Україна  | В'ячеслав Чечер (З «Металурга Д»)                      |
| 79 | НП   | Україна  | Сергій Кузнецов (Повернення оренди з «Аланії» (Росія)) |

| №  | Поз. | Нац.     | Гравець                                                |
| -- | ---- | -------- | ------------------------------------------------------ |
| 89 | ПЗ   | Бразилія | Даніло Авелар (Оренда з «Ріу-Клару» (Бразилія))        |
| 88 | ЗХ   | Бразилія | Нену (Оренда з «Ріу-Клару» (Бразилія))                 |
| 1  | ВР   | Україна  | Віталій Руденко (З «Чорноморця»)                       |
| 30 | ПЗ   | Україна  | Борис Баранець (З «ФК Львів»)                          |
| 28 | ПЗ   | Україна  | Григорій Баранець (З «ФК Львів»)                       |
| 70 | ЗХ   | Україна  | В'ячеслав Чечер (З «Металурга Д»)                      |
| 79 | НП   | Україна  | Сергій Кузнецов (Повернення оренди з «Аланії» (Росія)) |

| №  | Поз. | Нац.     | Гравець                                                              |
| -- | ---- | -------- | -------------------------------------------------------------------- |
| 1  | ВР   | Україна  | Юрій Мартищук (В «Зорю»)                                             |
| 8  | ПЗ   | Україна  | Олег Женюх (Олег Женюх) (В «Волинь»)                                 |
| 11 | НП   | Україна  | Юрій Фурта (Оренда в «Олександрію»)                                  |
|    | ПЗ   | Україна  | Володимир Бідловський (Владимир Бидловский) (Оренда в «Олександрію») |
|    | ЗХ   | Бразилія | Нену (Оренда в ПФК Севастополь)                                      |

| №  | Поз. | Нац.     | Гравець                                                              |
| -- | ---- | -------- | -------------------------------------------------------------------- |
| 1  | ВР   | Україна  | Юрій Мартищук (В «Зорю»)                                             |
| 8  | ПЗ   | Україна  | Олег Женюх (Олег Женюх) (В «Волинь»)                                 |
| 11 | НП   | Україна  | Юрій Фурта (Оренда в «Олександрію»)                                  |
|    | ПЗ   | Україна  | Володимир Бідловський (Владимир Бидловский) (Оренда в «Олександрію») |
|    | ЗХ   | Бразилія | Нену (Оренда в ПФК Севастополь)                                      |

### Кривбас (Кривий Ріг)
| №  | Поз. | Нац.     | Гравець                              |
| -- | ---- | -------- | ------------------------------------ |
| 55 | ВР   | Україна  | Артем Штанько (З «Оболоні»)          |
| 14 | ЗХ   | Україна  | Денис Васільєв (З «Оболоні»)         |
| 7  | ПЗ   | Україна  | Сергій Рожок (З «Оболоні»)           |
| 22 | ПЗ   | Україна  | Валерій Куценко (З «Оболоні»)        |
| 88 | ПЗ   | Україна  | Рінар Валєєв (З «Оболоні»)           |
| 77 | НП   | Україна  | Олександр Іващенко (З «Оболоні»)     |
| 32 | ВР   | Україна  | Євген Боровик (Оренда з «Дніпра»)    |
| 4  | ЗХ   | Литва    | Лінас Клімавічюс (Оренда з «Дніпра») |
| 17 | НП   | Грузія   | Бека Гоцирідзе (Оренда з «Дніпра»)   |
| 9  | НП   | Україна  | Віталій Каверін (Оренда з «Дніпра»)  |
| 5  | ЗХ   | Україна  | Кирило Петров (Оренда з Динамо»)     |
| 8  | НП   | Білорусь | Андрій Воронков (Оренда з «Динамо»)  |

| №  | Поз. | Нац.     | Гравець                              |
| -- | ---- | -------- | ------------------------------------ |
| 55 | ВР   | Україна  | Артем Штанько (З «Оболоні»)          |
| 14 | ЗХ   | Україна  | Денис Васільєв (З «Оболоні»)         |
| 7  | ПЗ   | Україна  | Сергій Рожок (З «Оболоні»)           |
| 22 | ПЗ   | Україна  | Валерій Куценко (З «Оболоні»)        |
| 88 | ПЗ   | Україна  | Рінар Валєєв (З «Оболоні»)           |
| 77 | НП   | Україна  | Олександр Іващенко (З «Оболоні»)     |
| 32 | ВР   | Україна  | Євген Боровик (Оренда з «Дніпра»)    |
| 4  | ЗХ   | Литва    | Лінас Клімавічюс (Оренда з «Дніпра») |
| 17 | НП   | Грузія   | Бека Гоцирідзе (Оренда з «Дніпра»)   |
| 9  | НП   | Україна  | Віталій Каверін (Оренда з «Дніпра»)  |
| 5  | ЗХ   | Україна  | Кирило Петров (Оренда з Динамо»)     |
| 8  | НП   | Білорусь | Андрій Воронков (Оренда з «Динамо»)  |

| №  | Поз. | Нац.     | Гравець                                            |
| -- | ---- | -------- | -------------------------------------------------- |
| 32 | ВР   | Україна  | Антон Каніболоцький (Повернення оренди в «Дніпро») |
| 88 | ПЗ   | Україна  | Дмитро Льопа (Повернення оренди в «Дніпро»)        |
| 23 | ПЗ   | Україна  | Валерій Федорчук (Повернення оренди в «Дніпро»)    |
|    | ПЗ   | Хорватія | Младен Бартулович (Повернення оренди в «Дніпро»)   |
| 9  | ПЗ   | Україна  | Микола Морозюк (Повернення оренди в «Динамо»)      |
|    | ПЗ   | Україна  | Анатолій Опря (Вільний агент)                      |
| 24 | ПЗ   | Албанія  | Ервін Булку (В «Хайдук» (Хорватія))                |
|    | ПЗ   | Албанія  | Доріан Бюлюкбаші (В «Ельбасані» (Албанія))         |
| 1  | ВР   | Албанія  | Іслі Хіді (в «Динамо» (Албанія))                   |
| 25 | ПЗ   | Албанія  | Ансі Аголлі (Оренда в «Карабах» (Агдам, Албанія))  |
|    | ПЗ   | Литва    | Кестутіс Івашкевічюс (В «Бней-Єгуду» Ізраїль))     |

| №  | Поз. | Нац.     | Гравець                                            |
| -- | ---- | -------- | -------------------------------------------------- |
| 32 | ВР   | Україна  | Антон Каніболоцький (Повернення оренди в «Дніпро») |
| 88 | ПЗ   | Україна  | Дмитро Льопа (Повернення оренди в «Дніпро»)        |
| 23 | ПЗ   | Україна  | Валерій Федорчук (Повернення оренди в «Дніпро»)    |
|    | ПЗ   | Хорватія | Младен Бартулович (Повернення оренди в «Дніпро»)   |
| 9  | ПЗ   | Україна  | Микола Морозюк (Повернення оренди в «Динамо»)      |
|    | ПЗ   | Україна  | Анатолій Опря (Вільний агент)                      |
| 24 | ПЗ   | Албанія  | Ервін Булку (В «Хайдук» (Хорватія))                |
|    | ПЗ   | Албанія  | Доріан Бюлюкбаші (В «Ельбасані» (Албанія))         |
| 1  | ВР   | Албанія  | Іслі Хіді (в «Динамо» (Албанія))                   |
| 25 | ПЗ   | Албанія  | Ансі Аголлі (Оренда в «Карабах» (Агдам, Албанія))  |
|    | ПЗ   | Литва    | Кестутіс Івашкевічюс (В «Бней-Єгуду» Ізраїль))     |

### Металіст (Харків)
| №  | Поз. | Нац.      | Гравець                                                             |
| -- | ---- | --------- | ------------------------------------------------------------------- |
|    | ЗХ   | Аргентина | Джонатан Майдана (рос.) (Повернення оренди з «Банфілда» (Аргентина) |
|    | ПЗ   | Аргентина | Вальтер Асеведо (Повернення оренди з «Індепендьєнте» (Аргентина)    |
| 38 | ЗХ   | Україна   | Олексій Курілов (Повернення оренди з «Волині»)                      |
| 18 | ПЗ   | Сербія    | Александар Тришович (Повернення оренди з «Закарпаття»)              |
| 27 | НП   | Україна   | Сергій Давидов (Повернення оренди з «Закарпаття»)                   |
| 10 | НП   | Україна   | Андрій Воробей (З «Арсенала К»)                                     |
| 2  | ЗХ   | Україна   | Олександр Романчук (З «Динамо»)                                     |
| 3  | ЗХ   | Аргентина | Крістіан Вільягра (З «Рівер Плейт» (Аргентина)                      |
| 10 | ПЗ   | Бразилія  | Клейтон Шав'єр (З «Палмейраса» (Бразилія))                          |
| 20 | ВР   | Україна   | Максим Старцев (З «Таврії»)                                         |
| 77 | НП   | Бразилія  | Тайсон (З «Інтернасьйонала»)                                        |
| 42 | ПЗ   | Нігерія   | Сані Кейта (Оренда з «Монако»)                                      |
| 81 | ВР   | Україна   | Владимир Дишлєнкович (З «Металурга Д»)                              |

| №  | Поз. | Нац.      | Гравець                                                             |
| -- | ---- | --------- | ------------------------------------------------------------------- |
|    | ЗХ   | Аргентина | Джонатан Майдана (рос.) (Повернення оренди з «Банфілда» (Аргентина) |
|    | ПЗ   | Аргентина | Вальтер Асеведо (Повернення оренди з «Індепендьєнте» (Аргентина)    |
| 38 | ЗХ   | Україна   | Олексій Курілов (Повернення оренди з «Волині»)                      |
| 18 | ПЗ   | Сербія    | Александар Тришович (Повернення оренди з «Закарпаття»)              |
| 27 | НП   | Україна   | Сергій Давидов (Повернення оренди з «Закарпаття»)                   |
| 10 | НП   | Україна   | Андрій Воробей (З «Арсенала К»)                                     |
| 2  | ЗХ   | Україна   | Олександр Романчук (З «Динамо»)                                     |
| 3  | ЗХ   | Аргентина | Крістіан Вільягра (З «Рівер Плейт» (Аргентина)                      |
| 10 | ПЗ   | Бразилія  | Клейтон Шав'єр (З «Палмейраса» (Бразилія))                          |
| 20 | ВР   | Україна   | Максим Старцев (З «Таврії»)                                         |
| 77 | НП   | Бразилія  | Тайсон (З «Інтернасьйонала»)                                        |
| 42 | ПЗ   | Нігерія   | Сані Кейта (Оренда з «Монако»)                                      |
| 81 | ВР   | Україна   | Владимир Дишлєнкович (З «Металурга Д»)                              |

| №  | Поз. | Нац.      | Гравець                                                         |
| -- | ---- | --------- | --------------------------------------------------------------- |
|    | ЗХ   | Аргентина | Джонатан Майдана (Хонатан Майдана) (В «Рівер Плейт» (Аргентина) |
|    | ПЗ   | Аргентина | Вальтер Асеведо (В «Рівер Плейт» (Аргентина)                    |
| 33 | ЗХ   | Україна   | Євген Селін (Оренда в «Ворсклу»)                                |
| 23 | ВР   | Україна   | Ігор Бажан (В «Іллічівець»)                                     |
| 77 | ПЗ   | Україна   | Артем Путівцев (Артём Путивцев) (Оренда в «Іллічівець»)         |
| 69 | ПЗ   | Україна   | Олексій Антонов (В «Іллічівець»)                                |
| 38 | ЗХ   | Україна   | Олексій Курілов (Оренда в «Таврію»)                             |
| 14 | ПЗ   | Україна   | Валентин Слюсар (В «Оболонь»)                                   |
| 50 | НП   | Бразилія  | Жажа Коельо (В «Трабзонспор» (Туреччина))                       |

| №  | Поз. | Нац.      | Гравець                                                         |
| -- | ---- | --------- | --------------------------------------------------------------- |
|    | ЗХ   | Аргентина | Джонатан Майдана (Хонатан Майдана) (В «Рівер Плейт» (Аргентина) |
|    | ПЗ   | Аргентина | Вальтер Асеведо (В «Рівер Плейт» (Аргентина)                    |
| 33 | ЗХ   | Україна   | Євген Селін (Оренда в «Ворсклу»)                                |
| 23 | ВР   | Україна   | Ігор Бажан (В «Іллічівець»)                                     |
| 77 | ПЗ   | Україна   | Артем Путівцев (Артём Путивцев) (Оренда в «Іллічівець»)         |
| 69 | ПЗ   | Україна   | Олексій Антонов (В «Іллічівець»)                                |
| 38 | ЗХ   | Україна   | Олексій Курілов (Оренда в «Таврію»)                             |
| 14 | ПЗ   | Україна   | Валентин Слюсар (В «Оболонь»)                                   |
| 50 | НП   | Бразилія  | Жажа Коельо (В «Трабзонспор» (Туреччина))                       |

### Металург (Донецьк)
| №  | Поз. | Нац.       | Гравець                                     |
| -- | ---- | ---------- | ------------------------------------------- |
| 5  | ЗХ   | Нігерія    | Айоделе Аделейе (З «Спарти» (Нідерланди))   |
| 8  | ПЗ   | Португалія | Філіпе Тейшейра (З «ВБА» (Англія))          |
| 77 | ПЗ   | Україна    | Микола Морозюк (З «Динамо»)                 |
| 83 | ПЗ   | Бразилія   | Клейтон (Оренда з «Панатінаїкоса» (Греція)) |

| №  | Поз. | Нац.       | Гравець                                     |
| -- | ---- | ---------- | ------------------------------------------- |
| 5  | ЗХ   | Нігерія    | Айоделе Аделейе (З «Спарти» (Нідерланди))   |
| 8  | ПЗ   | Португалія | Філіпе Тейшейра (З «ВБА» (Англія))          |
| 77 | ПЗ   | Україна    | Микола Морозюк (З «Динамо»)                 |
| 83 | ПЗ   | Бразилія   | Клейтон (Оренда з «Панатінаїкоса» (Греція)) |

| №  | Поз. | Нац.     | Гравець                                 |
| -- | ---- | -------- | --------------------------------------- |
| 98 | ЗХ   | Бразилія | Вільям Боавентура (В «АПОЕЛ» (Кіпр))    |
| 28 | ЗХ   | Україна  | Сергій Білозор (В «Дністер»)            |
|    | ПЗ   | Бразилія | Фабіньйо (Вільний агент)                |
|    | ЗХ   | Бразилія | Жуліо Сезар (Вільний агент)             |
| 70 | ЗХ   | Україна  | В'ячеслав Чечер (В «Карпати»)           |
| 39 | НП   | Нігерія  | Санні Еке Кінгслі (В «АЕК» (Кіпр)       |
| 23 | ПЗ   | Болгарія | Чавдар Янков (Оренда в «Ростов» (Росія) |
| 81 | ВР   | Україна  | Владимир Дишлєнкович (В «Металіст»)     |
| 22 | ПЗ   | Вірменія | Генріх Мхітарян (В «Шахтар»)            |

| №  | Поз. | Нац.     | Гравець                                 |
| -- | ---- | -------- | --------------------------------------- |
| 98 | ЗХ   | Бразилія | Вільям Боавентура (В «АПОЕЛ» (Кіпр))    |
| 28 | ЗХ   | Україна  | Сергій Білозор (В «Дністер»)            |
|    | ПЗ   | Бразилія | Фабіньйо (Вільний агент)                |
|    | ЗХ   | Бразилія | Жуліо Сезар (Вільний агент)             |
| 70 | ЗХ   | Україна  | В'ячеслав Чечер (В «Карпати»)           |
| 39 | НП   | Нігерія  | Санні Еке Кінгслі (В «АЕК» (Кіпр)       |
| 23 | ПЗ   | Болгарія | Чавдар Янков (Оренда в «Ростов» (Росія) |
| 81 | ВР   | Україна  | Владимир Дишлєнкович (В «Металіст»)     |
| 22 | ПЗ   | Вірменія | Генріх Мхітарян (В «Шахтар»)            |

### Металург (Запоріжжя)
| №  | Поз. | Нац.     | Гравець                                                       |
| -- | ---- | -------- | ------------------------------------------------------------- |
| 32 | ПЗ   | Україна  | Сергій Рудика (Сергей Рудыка) (Повернення оренди з «Зорі»)    |
| 7  | ЗХ   | Польща   | Павел Хайдучек (З «Таврії»)                                   |
| 9  | НП   | Бразилія | Андерсон Рібейро (З «Тарксіен Реінбоуз» (Мальта))             |
| 99 | ЗХ   | Туніс    | Мохамед Арбі Арурі (Mohamed Arouri) (З «Ордабаси» (Казахстан) |
| 8  | ПЗ   | Україна  | Дмитро Єременко (З «Динамо-2»)                                |
|    | ВР   | Україна  | Ігор Левченко (Оренда з «Олімпіка»)                           |

| №  | Поз. | Нац.     | Гравець                                                       |
| -- | ---- | -------- | ------------------------------------------------------------- |
| 32 | ПЗ   | Україна  | Сергій Рудика (Сергей Рудыка) (Повернення оренди з «Зорі»)    |
| 7  | ЗХ   | Польща   | Павел Хайдучек (З «Таврії»)                                   |
| 9  | НП   | Бразилія | Андерсон Рібейро (З «Тарксіен Реінбоуз» (Мальта))             |
| 99 | ЗХ   | Туніс    | Мохамед Арбі Арурі (Mohamed Arouri) (З «Ордабаси» (Казахстан) |
| 8  | ПЗ   | Україна  | Дмитро Єременко (З «Динамо-2»)                                |
|    | ВР   | Україна  | Ігор Левченко (Оренда з «Олімпіка»)                           |

| №  | Поз. | Нац.    | Гравець                       |
| -- | ---- | ------- | ----------------------------- |
| 38 | ЗХ   | Україна | Сергій Кривцов (В «Шахтар»)   |
| 15 | ПЗ   | Україна | Тарас Степаненко (В «Шахтар») |
| 25 | ВР   | Україна | Максим Коваль (В «Динамо»)    |

| №  | Поз. | Нац.    | Гравець                       |
| -- | ---- | ------- | ----------------------------- |
| 38 | ЗХ   | Україна | Сергій Кривцов (В «Шахтар»)   |
| 15 | ПЗ   | Україна | Тарас Степаненко (В «Шахтар») |
| 25 | ВР   | Україна | Максим Коваль (В «Динамо»)    |

### Оболонь (Київ)
| №  | Поз. | Нац.    | Гравець                                              |
| -- | ---- | ------- | ---------------------------------------------------- |
| 12 | ВР   | Україна | Олег Остапенко (Олег Остапенко) (З «Іллічівця»)      |
| 10 | ПЗ   | Україна | Сергій Кучеренко (З «Кримтеплиці»)                   |
| 14 | ПЗ   | Україна | Валентин Слюсар (З «Металіста»)                      |
| 15 | ПЗ   | Україна | Владислав Лупашко (Владислав Лупашко) (З «ФК Львів») |
| 11 | ПЗ   | Україна | Вадим Панас (Вадим Панас) (З «ФК Львів»)             |
| 5  | НП   | Україна | Олександр Мандзюк (З «ФК Львів»)                     |
| 27 | НП   | Україна | Павло Худзік (З «ФК Львів»)                          |
| 88 | ПЗ   | Україна | Валерій Заваров (З «Арсенала»)                       |
| 4  | ПЗ   | Україна | Вадим Сапай (Вадим Сапай) (Із «Сталі» А)             |

| №  | Поз. | Нац.    | Гравець                                              |
| -- | ---- | ------- | ---------------------------------------------------- |
| 12 | ВР   | Україна | Олег Остапенко (Олег Остапенко) (З «Іллічівця»)      |
| 10 | ПЗ   | Україна | Сергій Кучеренко (З «Кримтеплиці»)                   |
| 14 | ПЗ   | Україна | Валентин Слюсар (З «Металіста»)                      |
| 15 | ПЗ   | Україна | Владислав Лупашко (Владислав Лупашко) (З «ФК Львів») |
| 11 | ПЗ   | Україна | Вадим Панас (Вадим Панас) (З «ФК Львів»)             |
| 5  | НП   | Україна | Олександр Мандзюк (З «ФК Львів»)                     |
| 27 | НП   | Україна | Павло Худзік (З «ФК Львів»)                          |
| 88 | ПЗ   | Україна | Валерій Заваров (З «Арсенала»)                       |
| 4  | ПЗ   | Україна | Вадим Сапай (Вадим Сапай) (Із «Сталі» А)             |

| №  | Поз. | Нац.    | Гравець                                                           |
| -- | ---- | ------- | ----------------------------------------------------------------- |
| 55 | ВР   | Україна | Артем Штанько (В «Кривбас»)                                       |
| 14 | ЗХ   | Україна | Денис Васільєв (В «Кривбас»)                                      |
| 7  | ПЗ   | Україна | Сергій Рожок (В «Кривбас»)                                        |
| 22 | ПЗ   | Україна | Валерій Куценко (В «Кривбас»)                                     |
| 88 | ПЗ   | Україна | Рінар Валєєв (В «Кривбас»)                                        |
| 77 | НП   | Україна | Олександр Іващенко (В «Кривбас»)                                  |
| 21 | ЗХ   | Україна | Сергій Яворський (Сергей Яворский) (Повернення оренди в «Шахтар») |
|    | ВР   | Україна | Андрій Товт (Андрей Товт) (Вільний агент)                         |
| 3  | ЗХ   | Україна | Іван Лень (Иван Лень) (В «Закарпаття»).                           |
|    | ЗХ   | Україна | Олександр Клименко (Александр Клименко) (Оренда в «Кримтеплицю»)  |
| 17 | ЗХ   | Україна | Володимир Олефір (Оренда в «Буковину»)                            |
|    | ЗХ   | Україна | Андрій Конюшенко (Андрей Конюшенко) (Вільний агент)               |
|    | ПЗ   | Молдова | Віктор Комльонок (Victor Comleonoc) (В «Акжайик» (Казахстан))     |

| №  | Поз. | Нац.    | Гравець                                                           |
| -- | ---- | ------- | ----------------------------------------------------------------- |
| 55 | ВР   | Україна | Артем Штанько (В «Кривбас»)                                       |
| 14 | ЗХ   | Україна | Денис Васільєв (В «Кривбас»)                                      |
| 7  | ПЗ   | Україна | Сергій Рожок (В «Кривбас»)                                        |
| 22 | ПЗ   | Україна | Валерій Куценко (В «Кривбас»)                                     |
| 88 | ПЗ   | Україна | Рінар Валєєв (В «Кривбас»)                                        |
| 77 | НП   | Україна | Олександр Іващенко (В «Кривбас»)                                  |
| 21 | ЗХ   | Україна | Сергій Яворський (Сергей Яворский) (Повернення оренди в «Шахтар») |
|    | ВР   | Україна | Андрій Товт (Андрей Товт) (Вільний агент)                         |
| 3  | ЗХ   | Україна | Іван Лень (Иван Лень) (В «Закарпаття»).                           |
|    | ЗХ   | Україна | Олександр Клименко (Александр Клименко) (Оренда в «Кримтеплицю»)  |
| 17 | ЗХ   | Україна | Володимир Олефір (Оренда в «Буковину»)                            |
|    | ЗХ   | Україна | Андрій Конюшенко (Андрей Конюшенко) (Вільний агент)               |
|    | ПЗ   | Молдова | Віктор Комльонок (Victor Comleonoc) (В «Акжайик» (Казахстан))     |

### ПФК «Севастополь»
| №  | Поз. | Нац.     | Гравець                                                    |
| -- | ---- | -------- | ---------------------------------------------------------- |
| 25 | ПЗ   | Україна  | Андрій Зборовський (Андрей Зборовский) (Оренда з «Таврії») |
| 11 | ПЗ   | Туніс    | Таофік Салхі (Таофик Салхи) (З «Ордабаси» (Казахстан))     |
| 99 | ПЗ   | Молдова  | Сергій Нудний (З «Чорноморця»)                             |
| 6  | ПЗ   | Україна  | Євген Бредун (Евгений Бредун) (З «Гомеля» (Білорусь))      |
| 33 | ВР   | Україна  | Мар'ян Марущак (З «ФК Львів»)                              |
| 3  | ЗХ   | Україна  | Олег Шандрук (З «Волині»)                                  |
| 27 | ПЗ   | Україна  | Максим Лісовий (З «Волині»)                                |
| 50 | ЗХ   | Україна  | Андрій Фартушняк (З «Динамо-2»)                            |
| 17 | ПЗ   | Польща   | Маріуш Левандовський (З «Шахтаря»)                         |
| 44 | ПЗ   | Сербія   | Ігор Дуляй (З «Шахтаря»)                                   |
| 55 | НП   | Нігерія  | Джуліус Агахова (Оренда з «Шахтаря»)                       |
| 30 | ЗХ   | Молдова  | Вадим Болохан (Вадим Болохан) (З «Закарпаття»)             |
| 88 | ЗХ   | Бразилія | Нену (Оренда з «Карпат»)                                   |

| №  | Поз. | Нац.     | Гравець                                                    |
| -- | ---- | -------- | ---------------------------------------------------------- |
| 25 | ПЗ   | Україна  | Андрій Зборовський (Андрей Зборовский) (Оренда з «Таврії») |
| 11 | ПЗ   | Туніс    | Таофік Салхі (Таофик Салхи) (З «Ордабаси» (Казахстан))     |
| 99 | ПЗ   | Молдова  | Сергій Нудний (З «Чорноморця»)                             |
| 6  | ПЗ   | Україна  | Євген Бредун (Евгений Бредун) (З «Гомеля» (Білорусь))      |
| 33 | ВР   | Україна  | Мар'ян Марущак (З «ФК Львів»)                              |
| 3  | ЗХ   | Україна  | Олег Шандрук (З «Волині»)                                  |
| 27 | ПЗ   | Україна  | Максим Лісовий (З «Волині»)                                |
| 50 | ЗХ   | Україна  | Андрій Фартушняк (З «Динамо-2»)                            |
| 17 | ПЗ   | Польща   | Маріуш Левандовський (З «Шахтаря»)                         |
| 44 | ПЗ   | Сербія   | Ігор Дуляй (З «Шахтаря»)                                   |
| 55 | НП   | Нігерія  | Джуліус Агахова (Оренда з «Шахтаря»)                       |
| 30 | ЗХ   | Молдова  | Вадим Болохан (Вадим Болохан) (З «Закарпаття»)             |
| 88 | ЗХ   | Бразилія | Нену (Оренда з «Карпат»)                                   |

| № | Поз. | Нац.    | Гравець                                                |
| - | ---- | ------- | ------------------------------------------------------ |
|   | ЗХ   | Україна | Віталій Калініченко (Виталий Калиниченко) (В «Геліос») |
|   | ПЗ   | Україна | Віталій Субочев (Виталий Субочев)(В «Титан»)           |
|   | ПЗ   | Україна | Олександр Шутов (Александр Шутов) (Вільний агент)      |
|   | ПЗ   | Україна | Антон Ізвеков (Anton Izvekov) (Оренда в «Геліос»)      |

| № | Поз. | Нац.    | Гравець                                                |
| - | ---- | ------- | ------------------------------------------------------ |
|   | ЗХ   | Україна | Віталій Калініченко (Виталий Калиниченко) (В «Геліос») |
|   | ПЗ   | Україна | Віталій Субочев (Виталий Субочев)(В «Титан»)           |
|   | ПЗ   | Україна | Олександр Шутов (Александр Шутов) (Вільний агент)      |
|   | ПЗ   | Україна | Антон Ізвеков (Anton Izvekov) (Оренда в «Геліос»)      |

### Таврія (Сімферополь)
| №  | Поз. | Нац.     | Гравець                                                               |
| -- | ---- | -------- | --------------------------------------------------------------------- |
| 38 | ЗХ   | Україна  | Олексій Курілов (Оренда з «Металіста»)                                |
| 3  | ПЗ   | Білорусь | Микола Кашевський (З «Іллічівця»)                                     |
| 30 | ПЗ   | Україна  | Олег Гуменюк (З «Бастіона»)                                           |
| 7  | ПЗ   | Україна  | Антон Муховиков (Антон Муховиков) (Із «Сталі» А)                      |
| 2  | ЗХ   | Україна  | Леандро (Із «Закарпаття»)                                             |
| 17 | ПЗ   | Україна  | Антон Шиндер (З «Ян Регенсбурга» (Німеччина))                         |
| 21 | ВР   | Україна  | Віталій Постранський (Виталий Постранский) (З «Симурга»(Азербайджан)) |
| 1  | ВР   | Білорусь | Василь Хомутовський (З «Аугсбурга» (Німеччина)                        |

| №  | Поз. | Нац.     | Гравець                                                               |
| -- | ---- | -------- | --------------------------------------------------------------------- |
| 38 | ЗХ   | Україна  | Олексій Курілов (Оренда з «Металіста»)                                |
| 3  | ПЗ   | Білорусь | Микола Кашевський (З «Іллічівця»)                                     |
| 30 | ПЗ   | Україна  | Олег Гуменюк (З «Бастіона»)                                           |
| 7  | ПЗ   | Україна  | Антон Муховиков (Антон Муховиков) (Із «Сталі» А)                      |
| 2  | ЗХ   | Україна  | Леандро (Із «Закарпаття»)                                             |
| 17 | ПЗ   | Україна  | Антон Шиндер (З «Ян Регенсбурга» (Німеччина))                         |
| 21 | ВР   | Україна  | Віталій Постранський (Виталий Постранский) (З «Симурга»(Азербайджан)) |
| 1  | ВР   | Білорусь | Василь Хомутовський (З «Аугсбурга» (Німеччина)                        |

| №  | Поз. | Нац.    | Гравець                                          |
| -- | ---- | ------- | ------------------------------------------------ |
| 7  | ЗХ   | Польща  | Павел Хайдучек (Павел Хайдучек) (В «Металург» З) |
| 25 | ПЗ   | Україна | Андрій Зборовський (В ПФК «Севастополь»)         |
| 19 | ЗХ   | Україна | Матвій Бобаль (У «Закарпаття»)                   |
|    | ПЗ   | Україна | Сергій Зелді (Сергей Зелди) (В «Прикарпаття»)    |
| 44 | ЗХ   | Україна | Мамаді Сангаре (У ФК «Львів»)                    |

| №  | Поз. | Нац.    | Гравець                                          |
| -- | ---- | ------- | ------------------------------------------------ |
| 7  | ЗХ   | Польща  | Павел Хайдучек (Павел Хайдучек) (В «Металург» З) |
| 25 | ПЗ   | Україна | Андрій Зборовський (В ПФК «Севастополь»)         |
| 19 | ЗХ   | Україна | Матвій Бобаль (У «Закарпаття»)                   |
|    | ПЗ   | Україна | Сергій Зелді (Сергей Зелди) (В «Прикарпаття»)    |
| 44 | ЗХ   | Україна | Мамаді Сангаре (У ФК «Львів»)                    |

### Шахтар (Донецьк)
| №  | Поз. | Нац.     | Гравець                                                                 |
| -- | ---- | -------- | ----------------------------------------------------------------------- |
| 38 | ЗХ   | Україна  | Сергій Кривцов (З «Металурга» З)                                        |
| 15 | ПЗ   | Україна  | Тарас Степаненко (З «Металурга» З)                                      |
|    | НП   | Україна  | Олександр Кас'ян (Александр Касьян) (Повернення оренди з «Іллічівця»).  |
|    | ЗХ   | Україна  | Станіслав Микицей (Станислав Микицей) (Повернення оренди з «Іллічівця») |
| 21 | ЗХ   | Україна  | Сергій Яворський (Сергей Яворский) (Повернення оренди з «Оболоні»)      |
| 99 | НП   | Болівія  | Марсело Морено (Повернення оренди з «Вігана» (Англія))                  |
| 27 | ЗХ   | Україна  | Дмитро Чигринський (З «Барселони» (Іспанія))                            |
| 11 | НП   | Хорватія | Едуардо да Сілва (З «Арсенала» (Англія))                                |
| 22 | ПЗ   | Вірменія | Генріх Мхітарян (З «Металурга» Д)                                       |
|    | ПЗ   | Україна  | Віталій Віценець (З «Зорі»)                                             |
| 37 | ПЗ   | Бразилія | Бруно Ренан (З «Вільяреала» (Іспанія))                                  |

| №  | Поз. | Нац.     | Гравець                                                                 |
| -- | ---- | -------- | ----------------------------------------------------------------------- |
| 38 | ЗХ   | Україна  | Сергій Кривцов (З «Металурга» З)                                        |
| 15 | ПЗ   | Україна  | Тарас Степаненко (З «Металурга» З)                                      |
|    | НП   | Україна  | Олександр Кас'ян (Александр Касьян) (Повернення оренди з «Іллічівця»).  |
|    | ЗХ   | Україна  | Станіслав Микицей (Станислав Микицей) (Повернення оренди з «Іллічівця») |
| 21 | ЗХ   | Україна  | Сергій Яворський (Сергей Яворский) (Повернення оренди з «Оболоні»)      |
| 99 | НП   | Болівія  | Марсело Морено (Повернення оренди з «Вігана» (Англія))                  |
| 27 | ЗХ   | Україна  | Дмитро Чигринський (З «Барселони» (Іспанія))                            |
| 11 | НП   | Хорватія | Едуардо да Сілва (З «Арсенала» (Англія))                                |
| 22 | ПЗ   | Вірменія | Генріх Мхітарян (З «Металурга» Д)                                       |
|    | ПЗ   | Україна  | Віталій Віценець (З «Зорі»)                                             |
| 37 | ПЗ   | Бразилія | Бруно Ренан (З «Вільяреала» (Іспанія))                                  |

| №  | Поз. | Нац.     | Гравець                                                           |
| -- | ---- | -------- | ----------------------------------------------------------------- |
| 8  | ЗХ   | Україна  | Станіслав Микицей (Станислав Микицей) (Оренда в «Зорю»)           |
| 9  | НП   | Україна  | Олександр Кас'ян (Александр Касьян) (Оренда в «Зорю»)             |
| 15 | ПЗ   | Росія    | Роман Ємельянов (Оренда в «Зорю»)                                 |
| 19 | НП   | Україна  | Руслан Фомін (Оренда в «Зорю»)                                    |
| 21 | ЗХ   | Україна  | Сергій Яворський (Сергей Яворский) (Оренда в «Іллічівець»)        |
| 25 | ПЗ   | Україна  | Владислав Насібулін (Владислав Насибулин) (Оренда в «Іллічівець») |
| 7  | ПЗ   | Україна  | Костянтин Кравченко (Оренда в «Іллічівець»)                       |
| 17 | ПЗ   | Польща   | Маріуш Левандовський (В ПФК «Севастополь»)                        |
| 44 | ПЗ   | Сербія   | Ігор Дуляй (В ПФК «Севастополь»)                                  |
| 55 | НП   | Нігерія  | Джуліус Агахова (Оренда в «ПФК «Севастополь»)                     |
| 22 | НП   | Україна  | Олександр Гладкий (В «Дніпро»)                                    |
| 77 | ПЗ   | Бразилія | Ілсінью (В «Сан-Паулу»)                                           |

| №  | Поз. | Нац.     | Гравець                                                           |
| -- | ---- | -------- | ----------------------------------------------------------------- |
| 8  | ЗХ   | Україна  | Станіслав Микицей (Станислав Микицей) (Оренда в «Зорю»)           |
| 9  | НП   | Україна  | Олександр Кас'ян (Александр Касьян) (Оренда в «Зорю»)             |
| 15 | ПЗ   | Росія    | Роман Ємельянов (Оренда в «Зорю»)                                 |
| 19 | НП   | Україна  | Руслан Фомін (Оренда в «Зорю»)                                    |
| 21 | ЗХ   | Україна  | Сергій Яворський (Сергей Яворский) (Оренда в «Іллічівець»)        |
| 25 | ПЗ   | Україна  | Владислав Насібулін (Владислав Насибулин) (Оренда в «Іллічівець») |
| 7  | ПЗ   | Україна  | Костянтин Кравченко (Оренда в «Іллічівець»)                       |
| 17 | ПЗ   | Польща   | Маріуш Левандовський (В ПФК «Севастополь»)                        |
| 44 | ПЗ   | Сербія   | Ігор Дуляй (В ПФК «Севастополь»)                                  |
| 55 | НП   | Нігерія  | Джуліус Агахова (Оренда в «ПФК «Севастополь»)                     |
| 22 | НП   | Україна  | Олександр Гладкий (В «Дніпро»)                                    |
| 77 | ПЗ   | Бразилія | Ілсінью (В «Сан-Паулу»)                                           |